# マジック・マイクXXL
『マジック・マイク XXL』（原題: Magic Mike XXL）は、2015年のアメリカ合衆国のコメディ・ドラマ映画。『マジック・マイク』（2012年）の続編である。

## あらすじ
ストリッパーを引退して3年が経った今、マイク（チャニング・テイタム）は家具ビジネスを経営している。ターザン（ケヴィン・ナッシュ）からの連絡を受けた彼は、久しぶりにキングス・オブ・タンパのチームのメンバーたちと再会する。マートル・ビーチで開催されるストリップ大会のために、彼らはマイクを必要としていた。マイクはチームに戻り、彼らはヴァンで旅に出る。やがて、仲の悪かったマイクとケン（マット・ボマー）は和解を果たす。
道中、マイクはダンス・ルーティンの変更をメンバーたちに提案する。リッチー（ジョー・マンガニエロ）が即興のダンスでガス・ステーションのレジ係を笑顔にさせたことから、彼らは新たなルーティンで大会に出場することを決意する。その後、トビアス（ガブリエル・イグレシアス）が運転中に失神し、マイクたちが乗ったヴァンは衝突事故を起こす。怪我を負ったトビアスは入院するが、彼らは旅を続行する。
トビアスに代わる司会者を求めて、マイクたちはローマ（ジェイダ・ピンケット＝スミス）が経営するストリップ・クラブへ向かう。マイクは彼女の前でダンスを披露し、ブランクがあっても技術は衰えていないことを示すが、彼女は司会者としてチームに同行することを拒む。その代わり、ローマのもとで働いていた歌手のアンドレ（ドナルド・グローヴァー）がチームに加わる。
マイクたちは、ティト（アダム・ロドリゲス）の恋人が待っているはずの屋敷を訪ねる。しかし、そこには彼女の母親のナンシー（アンディ・マクダウェル）と友人たちが集まっていた。当初は気まずい雰囲気が漂っていたが、次第に彼らは打ち解ける。そんな中、マイクはゾーイ（アンバー・ハード）と再会する。ゾーイが恋愛で傷ついていることを聞いたマイクは、自分たちが参加するストリップ大会を見に来てほしいと彼女に伝える。
リッチーと一夜を共にしたナンシーは、翌日、彼女の元夫の自動車をマイクたちに貸す。マートル・ビーチに到着した彼らは、そこにいたローマの姿を見て驚く。彼女は司会者として、ダンサーのマリク（スティーヴン・"トゥイッチ"・ボス）と共に、チームに加わるという。ローマがストリップ大会の主催者のパリス（エリザベス・バンクス）とロマンティックな関係にあったため、キングス・オブ・タンパは無事に大会への出場が認められる。
大会当日、キングス・オブ・タンパのダンスで観客は大いに盛り上がる。演目の最後、ステージに上げられたゾーイは、マイクのダンスで笑顔を取り戻す。大会を終えて会場の外に出たマイクたちは、独立記念日を祝う花火を見上げるのであった。

## キャスト
※括弧内は日本語吹替
- マイク - チャニング・テイタム（前田一世）
- ケン - マット・ボマー（田村真）
- リッチー - ジョー・マンガニエロ（西凜太朗）
- ターザン - ケヴィン・ナッシュ（江川央生）
- ティト - アダム・ロドリゲス（佐藤せつじ）
- トビアス - ガブリエル・イグレシアス（英語版）（かぬか光明）
- ゾーイ - アンバー・ハード（木下紗華）
- アンドレ - ドナルド・グローヴァー（勝杏里）
- マリク - スティーヴン・"トゥイッチ"・ボス（英語版）（水越健）
- ナンシー - アンディ・マクダウェル（佐々木優子）
- パリス - エリザベス・バンクス（加藤有生子）
- ローマ - ジェイダ・ピンケット＝スミス（本田貴子）

## 評価
Rotten Tomatoesでは、199件のレヴューで支持率は63%、平均値は5.9点だった。Metacriticでは、41件のレヴューで平均値は60点だった。
『The Hollywood Reporter』のトッド・マッカーシーは、仕事場で音楽に合わせて踊るチャニング・テイタムは『巴里のアメリカ人』でのジーン・ケリーや『ウエスト・サイド物語』でのジョージ・チャキリスのような美しさを湛えている、と述べた。